# Ma Zhu
Ma Zhu  (chinesisch 馬注 / 马注; geb. 1640; gest. 1711) war ein hui-chinesischer hanafi-maturiditischer Islamgelehrter. Er ist der Verfasser des Qingzhen zhinan (1683), eines Buches, das als einer der wichtigsten Texte des chinesischen Islams gilt.
Zusammen mit Muslimen wie Wang Daiyu (1570–1660), Liu Zhi (1660–1745) und Ma Dexin (1794–1874) zählt er zu den Begründern des Systems der islamischen Theologie und Philosophie in China. Diese islamische Theologie und Philosophie wurden auf der Grundlage der Kombination von Islam und Neokonfuzianismus im Kontext Chinas gegründet.